# Zethera incerta
Zethera incerta är en fjärilsart som beskrevs av William Chapman Hewitson 1861. Zethera incerta ingår i släktet Zethera och familjen praktfjärilar. Inga underarter finns listade i Catalogue of Life.

## Bildgalleri

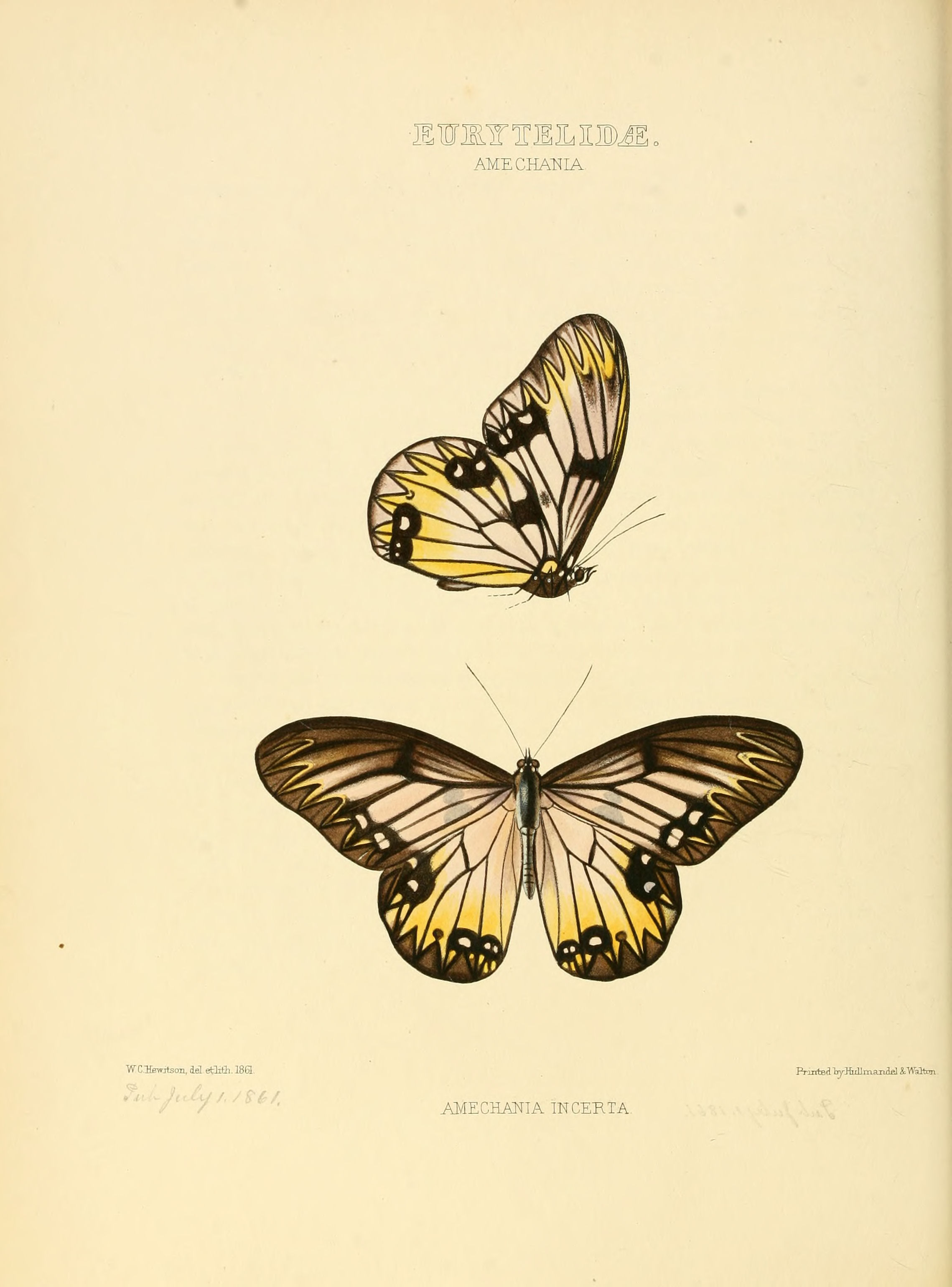